# Hassi Dahou
Hassi Dahou là một đô thị thuộc tỉnh Sidi Bel Abbès, Algérie. Dân số thời điểm năm 2002 là 4.644 người.